# それいけ! ジャクソン・ファイブ
それいけ!ジャクソン・ファイブ（英語: The Jackson 5ive）は、アメリカ合衆国のテレビアニメである。

## 解説
当時のスーパーアイドル・グループだったジャクソン5をアニメ化したもので1971年から73年までABCのサタデー・モーニング・カートゥーン枠で放映され、日本ではカートゥーン ネットワークで放映された。全米のヒット・チャートをにぎわすヒット曲を次々と生み出したジャクソン5が、スターダムへ駆け上がっていく様子を描いたコメディアニメ。
なお2009年12月7日放送回では、カートゥーン ネットワーク放送に関わらず、日本語吹き替えではなく字幕スーパーで放映された。

## 声優
- ジャクソン5のプロデューサー、その他の声：ポール・フリーズ
- マイケル・ジャクソン：ドナルド・フュリラブ（英語版）
- マーロン・ジャクソン：エドモンド・シルバース（英語版）
- ジャーメイン・ジャクソン：ジョエル・クーパー
- ティト・ジャクソン：マイク・マルティネス
- ジャッキー・ジャクソン：クレイグ・グランディ
- ダイアナ・ロス：本人

## サブタイトル

### Season 1
1. "It All Started With..."
2. "Pinestock U.S.A."
3. "Drafted"
4. "Mistaken Identity"
5. "Bongo, Baby Bongo"
6. "The Winner's Circle"
7. "Cinderjackson"
8. "The Tiny Five"
9. "The Groovatron"
10. "Ray and Charles: Superstars"
11. "The Wizard of Soul"
12. "Jackson Island"
13. "Farmer Jacksons"
14. "The Michael Look"
15. "Jackson Street, U.S.A."
16. "Rasho-Jackson"
17. "A Rare Pearl"

### Season 2 (billed asThe New Jackson 5ive Show)
1. "Who's Hoozis?"
2. "Michael White"
3. "Groove To The Chief"
4. "Michael In Wonderland"
5. "Jackson and The Beanstalk"
6. "The Opening Act"